# Distrito de Branković
El Distrito de Branković (en serbio: Област Бранковића, Oblast Brankovića) o las tierras de Vuk (en serbio: Вукова земља, Vukova zemlja) fue uno de los breves estados semiindependientes que emergieron de la caída del Imperio serbio en 1371, después de la muerte del último emperador Uroš el Débil (1346-1371). El fundador y único gobernante de este reino fue Vuk Branković, hijo del sebastocrátor Branko Mladenović que gobernó Ohrid bajo Dušan el Poderoso (1331-1346).
A través del matrimonio de Vuk con Mara, la hija del príncipe Lazar, se le concedió tierras importantes para gobernar en Kosovo.
El reino de Branković estaba localizado en la mayor parte de la actual Kosovo. Vuk también tenía tierra en Rascia (incluyendo la antigua capital serbia Ras) y tierras en Polimlje en el norte de la actual Montenegro. Después de la muerte de Đurađ I Balšić, Vuk capturó sus ciudades de Prizren y Peć y la zona del Metohija.  Las ciudades más importantes en el reino de Vuk eran Pristina, Prizren, Peć, Skopie y Ras, así como las ricas colonias mineras de Trepča, Janjevo, Gluhavica y otros.